# Jinzhou Stadium
Jinzhou Stadium (chiń. 金州体育场; pinyin Jīnzhōu Tǐyùchǎng) – wielofunkcyjny stadion w Dalian, w Chinach. Został otwarty w 1997 roku. Może pomieścić 30 776 widzów. Swoje spotkania w przeszłości rozgrywały na nim drużyny Dalian A’erbin i Dalian Shide (Dalian A’erbin został pod koniec 2012 roku włączony w struktury Dalian Shide, natomiast Dalian Shide na początku 2014 roku przeprowadził się na Dalian Sports Center Stadium). Drużyna Dalian Shide w przeszłości grała również na Stadionie Ludowym.